# Wayne Booth
Wayne Clayson Booth (22. února 1921, American Fork – 10. října 2005, Chicago) byl americký literární teoretik a kritik. Byl profesorem angličtiny a literatury na University of Chicago a představitel tzv. Chicagské školy literární kritiky.

## Život
Wayne Booth se narodil v roce 1921 v Utahu. V roce 1944 ukončil studium na Brigham Young University bakalářským titulem. Po službě v armádě za druhé světové války, se v roce 1946 oženil s Phyllis Barnes a odešel do Chicaga. Studoval anglickou literaturu na Chicagské univerzitě, kde také promoval.
Booth se v roce 1962 stal profesorem na Haverford College a Earlham College, později na Chicagské univerzitě. V roce 1972 byl zvolen členem American Academy of Arts and Sciences.
V roce 1992 byl se stal emeritním profesorem (titul George M. Pullman Distinguished Service Professor Emeritus of English).

## Dílo
Jeho nejznámější prací se stala kniha The Rhetoric of Fiction z roku 1961. Klíčem k literárnímu textu je pro něj klasická rétorika, každá narace je pro něj rétorickým gestem. Vyhraňoval se vůči tzv. Novému kriticismu, na rozdíl od něj se domníval, že nelze studovat text bez studia jeho autora. Přítomnost autora v textu často nazývá "implicitní autor", právě jeho chce v textu především analyzovat.
Jeden z nejzajímavějších typů narace, který Bootha zajímá, je tzv. "nespolehlivý vypravěč", který se objevuje zejména v moderní próze (především vypravěči v první osobě, méně ve třetí). Cena nespolehlivého vypravěče je v tom, že nutí čtenáře změnit tradiční pasivní pozici, což mění jeho čtenářskou zkušenost, zvyšuje odstup od textu a tedy osvobození od textu. Booth rozlišuje několik typů nespolehlivého vypravěče v moderní próze:
- pikaro - pikareskní román, například Dobrodružný Simplicius Simplicissimus
- blázen - např. vrah v Poeově povídce Sud vína amontilladského
- klaun - např. Život a názory blahorodého pana Tristrama Shandyho Laurence Sternea
- naiva - např. Dobrodružství Huckleberryho Finna Marka Twaina
- lhář - např. The Good Soldier Forda Madoxe Forda

Známá je též jeho kniha The Rhetoric of Irony z roku 1974, kde se věnoval ironické rétorické figuře v literatuře a jejímu účinku na čtenáře.